# Sarai

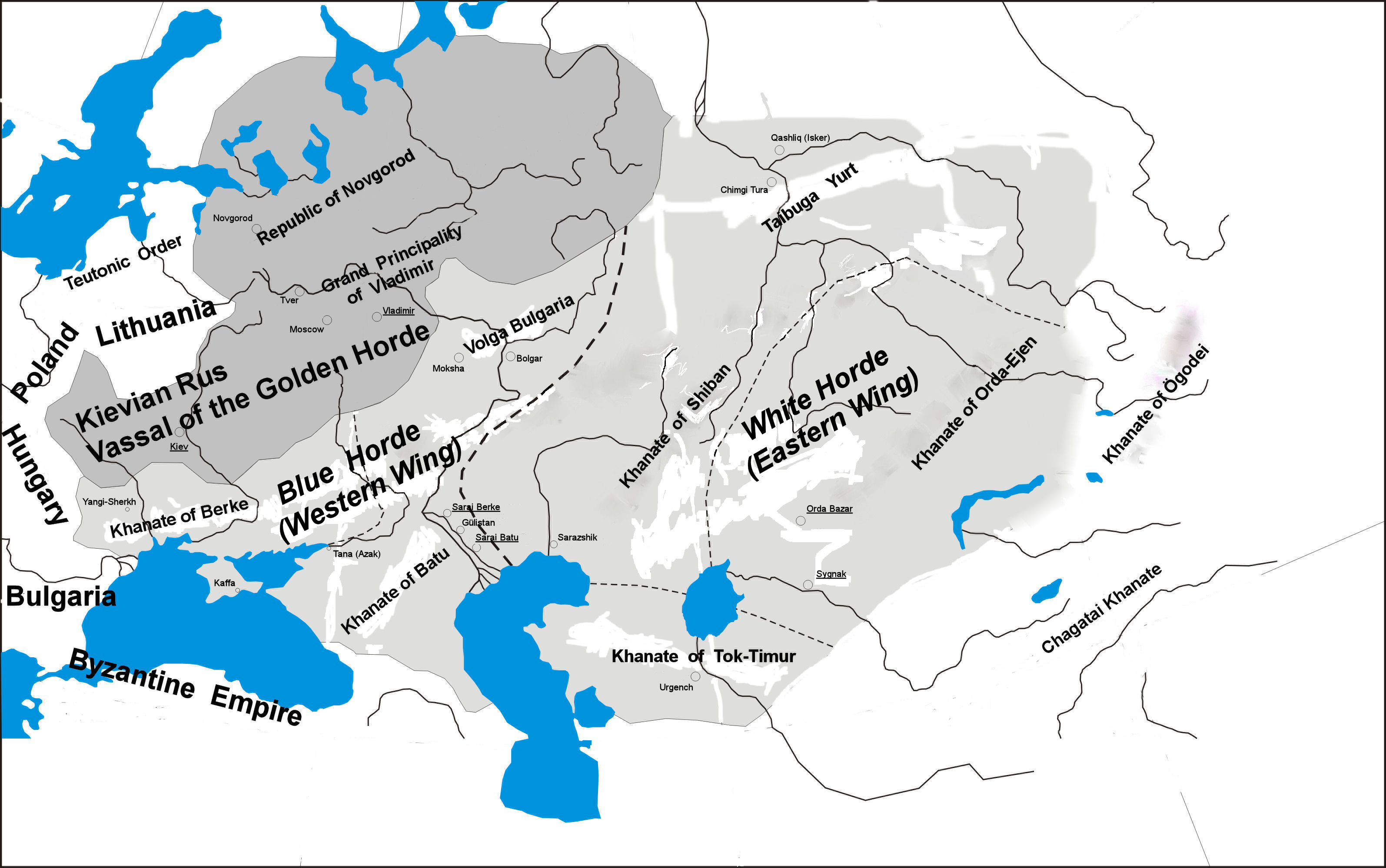
Hoarda de Aur şi amplasamentul capitalelor Sarai

Keci-Sarai a fost un grandios oraș, capitala Hoardei de Aur. A fost întemeiat de către Batu Han în timpul cuceririi Rusiei de către acesta. Acest oraș a fost fondat în stepa Cumană (rusă: Половецкая степь).